# نادي ديسيبليس
نادي ديسيبليس، المعروف أيضًا باسم تلاميذ مدغشقر، هو فريق كرة قدم مدغشقري يلعب في بطولة مدغشقر لكرة القدم، دوري الدرجة الأولى الوطني.

## تاريخ
تأسس عام 2020 في مدينة إيتاسي باسم CS-DFC أثناء جائحة كوفيد-19. في العام التالي اندمج مع نادي كنابس سبور، وانتقل إلى مدينة بيتافو واعتمد اسمه الحالي.
في موسم 2024، أصبحوا أبطالًا وطنيين لأول مرة بعد فوزهم على جمعية سانت ميشيل الجيكو بلس [الإنجليزية] في النهائي بهدف في مرماهم في الوقت الإضافي، وبهذا حققوا التأهل لدوري أبطال إفريقيا 2024-25، وهو أول ظهور دولي لهم., حيث تم إقصائهم في الدور التمهيدي الأول من قبل أورلاندو بيراتس الجنوب إفريقي.

## ألقاب
- بطولة مدغشقر لكرة القدم : 1

2024

## المشاركة في مسابقات الكاف
| موسم    | البطولة            | الدور       | نادي            | الذهاب | الإياب | النتيجة النهائية |
| ------- | ------------------ | ----------- | --------------- | ------ | ------ | ---------------- |
| 2024–25 | دوري أبطال إفريقيا | الدور الأول | أورلاندو بيراتس | 0-0    | 0-4    | 0-4              |

## اللاعبين

### فريق 2024/25
ملاحظة: تشير الأعلام إلى المنتخب الوطني على النحو المحدد في قواعد الأهلية للفيفا. قد يحمل اللاعبون أكثر من جنسية واحدة غير تابعة للفيفا.
| الرقم | البلد  | المركز | اللاعب                              |
| ----- | ------ | ------ | ----------------------------------- |
|       | مدغشقر | حارس   | كاربونيرو                           |
|       | مدغشقر | حارس   | مبولاتيانا رازاناجونا               |
|       | مدغشقر | مدافع  | مارسيلين راندريانجاراسوانينا        |
|       | مدغشقر | مدافع  | هريزو براكوتونياينا                 |
|       | مدغشقر | مدافع  | مانامبياريسوا راميليجاونا           |
|       | مدغشقر | مدافع  | فابريس أندرياتسيلافينا              |
| 22    | مدغشقر | مدافع  | أندو راكوتوندرازاكا                 |
| 26    | مدغشقر | مدافع  | بونو راندرياميرهيترا                |
|       | مدغشقر | مدافع  | نيكولاس راندريامانامبيسوا           |
| 3     | مدغشقر | مدافع  | تانتيلي رندرانيانا                  |
|       | مدغشقر | وسط    | دونغا                               |
|       | مدغشقر | وسط    | أرماندو فرنانديز                    |
|       | مدغشقر | وسط    | فانوميزانتسوا راندرياناريفوني       |
|       | مدغشقر | وسط    | توكياريفيلو إريك راندرياهونينانتسوا |
|       | مدغشقر | مهاجم  | تندري ماتانيا                       |
|       | مدغشقر | مهاجم  | هاريسون راتسيلفينياينا              |
|       | مدغشقر | مهاجم  | أندونيلاينا توكينيانا               |
|       | مدغشقر | مهاجم  | فانوميزانتسوا رازاناكوتو            |
|       | مدغشقر | مهاجم  | نامبينينتسوا راناريفيلو             |

## روابط خارجية
- نادي ديسيبليس  على فيسبوك.
- نادي ديسيبليس على فرق كرة القدم الوطنية.كوم